# Литературная премия имени Марка Алданова
Литературная премия имени Марка Алданова присуждается ежегодно за лучшую повесть года на русском языке, написанную автором, живущим за пределами Российской Федерации. Учреждена в 2006 г. «Новым журналом» (Нью-Йорк), старейшим литературным изданием русской диаспоры (год основания – 1942), на страницах которого публиковались все ведущие писатели русской эмигрантской литературы XX века, в том числе Иван Бунин, Владимир Набоков, Алексей Ремизов, Георгий Адамович, Иосиф Бродский, Александр Солженицын. Премия утверждена с целью сохранения и развития традиций русской литературы в контексте мировой культуры. К рассмотрению принимаются, главным образом, работы на темы истории послереволюционной России, истории русской эмиграции, а также жизни современной русскоязычной диаспоры во всём мире.

## Хронология премии

### Первый сезон.2007
Победителем премии стал Владимир Батшев (Германия) за повесть «Хайнц Альвенхаузер».
Звание лауреатов премии было присвоено
- Леониду Стариковскому (Чехия) за повесть «Пражская симфония»;
- Натэле Гвелесиани (Грузия) за повесть «Уходящие тихо»;

- Андрею Иванову (Дания) за повесть «Мой датский дядюшка»[3].

### Второй сезон.2008
- 1-е место: Андрей Иванов (Эстония) за повесть «Зола»;
- 2-е место: Борис Роланд (Беларусь) за повесть «Найти брата»;
- 3-е Вадим Фадин (Германия) за повесть «Кто смотрит в облака»[4].

### Третий сезон.2009
- 1-е место: Александра Свиридова (США) за повесть «Вдох рыбы на горе»;
- 2-е место: Алекс Тарн (Израиль) за повесть «Последний Каин»[5].

Алекс Тарн подверг систему присуждения премии критике и отказался от публикации своей повести в «Новом журнале».

### Четвертый сезон.2010
- 1-е место: Борис Хазанов (Германия) за повесть «Беглец и Гамаюн»;
- 2-е место: Анатолий Ливри (Франция) за повесть «Глаза»;
- 3-е место: Андрей Иванов (Эстония) за повесть «Холод под сердцем»[7].

### Пятый сезон.2011
- 1-е место: Борис Роланд (Беларусь) за повесть «Предел»;
- 2—3 места: Ирина Колесникова (Украина) за повесть «Ванькино поле» и Вадим Чирков (США) за повесть «Гордиев узел»[8].

### Шестой сезон.2012
- 1-е место: Наталья Червинская (США) за повесть «Сын товарища Поликарповой»;
- 2—3 места: Григорий Долуханов (Украина) за повесть «Семь красных снов» и Михаил Моргулис (США) за повесть «Толя, Толечка»[9].

### Седьмой сезон.2013
- 1-е место в 2013 г. жюри решило не присуждать в силу финансовых затруднений. Остальные места распределились следующим образом:
- 2-е место: Леонид Сторч (Таиланд) за повесть «Вечер осенний» и Мария Розенблит (Эстония) за повесть «Запоздалый подарок»;
- 3-е место: Игорь Гельбах (Австралия) за повесть «Ушедшее в ремарки»[10].

### Восьмой сезон.2014
- 1-е место в 2014 г. Василий Колин (Казахстан) за повесть «Расстрелянный» и Свиридова Александра (США) за повесть «Буквы. Семейная хроника»;
- 2-е место: Алла Мелентьева (Украина) за повесть «Записки из дома на горе»;
- 3-е место: Мария Розенблит (Эстония) за повесть «Гансиха» и Владимир Лидский (Кыргызстан) за повесть «Алебук»[11].

### Девятый сезон.2015
- 1-е место: Анатолий Николин (Украина) за повесть «Жаркий август Терезы»;
- 2-е место: Владимир Лидский (Кыргызстан) за повесть «Убить оловянного солдатика»;
- 3-е место: Вадим Ярмолинец (США) за повесть «Предатели и победители».

### Десятый сезон.2016
- 1-е место: Дмитрий Исакжанов (Арабские Эмираты) за повесть «Доля Ангелов»;
- 2-е место: Андрей Белозёров(Молдова/ПМР) за повесть «Галерея ПМР»;
- 3-е место: Марк Зайчик (Израиль) за повесть «Легенда о комиссаре Мордвинове».

### Одиннадцатый сезон.2017
- 1-е место: Сергей Захаров (Испания) за повесть «Номер с видом на океан»;
- 2-е место: Асият Каримова (Франция) за повесть «Добрые люди» и Константин Куприянов (США) за повесть «Толя Швеин и Святой»;
- 3-е место: Анатолий Николин (Украина) за повесть «Ночь музея».

### Двенадцатый сезон.2018
- 1-е место: Маргарита Меклина (Ирландия) за повесть «Улай в Литве»;
- 2-е место: Марк Зайчик (Израиль) за повесть «Дин Тейре»;
- 3-е место: Сергей Захаров (Испания) за повесть «Предметы повышенной прочности»[12].

### Тринадцатый сезон.2019
- 1-е место: Исаак Розовский (Израиль) за повесть «Волшебный дар Сандалетова»;
- 2-е место: Илья Прозоров (Эстония) за повесть «Ди-трейн»;
- 3-е место: Александр Чурсин (Латвия) за повесть «Регтайм»[13].

### Четырнадцатый сезон. 2020
- 1-е место: Владимир Гржонко (США) за повесть "Повести Скворлина";
- 2-е место: Сергей Захаров (Испания) за повесть "Аккуратно застеленный эшафот";
- 3-е место: Лев Альмарк (Израиль) за повесть "Проклятая полукрона".

### Пятнадцатый сезон. 2021
- 1-е место: (по равному количеству голосов): Владимир Гржонко (США) за повесть "Разочарованный странник"; Сергей Захаров (Испания) за повесть "Через две недели мы будем счастливы";
- 2-е место: Карине Арутюнова (Украина) за повесть "Аптека Габбе";
- 3-е место: Алла Кречмер (Израиль) за повесть "Последнее воскресенье".

### Шестнадцатый сезон. 2022
1-е место: Алла Дубровская (США) - «Аэродром»
2-е место: Леонид Левинзон (Израиль) - «Один месяц март»
3-е место: Валериан Маркаров (Грузия) - «Мулета и мантилья»

### Семнадцатый сезон. 2023
1-е место: не присуждалось
2-е место: Андрей Белозёров (Молдова) – «Вот пойду и застрелюсь эпохально», Анна Трубачева (США) – «Дань Превращению»
3-е место: Эмиль Дрейцер (США) – «Свист абрикосовой косточки»